# Điện ảnh Cộng hòa Séc
Điện ảnh Séc (tiếng Séc: Česká kinematografie) là tên gọi ngành công nghiệp Điện ảnh của nước Cộng hòa Séc kể từ năm 1898 đến nay.

## Lịch sử hình thành và phát triển
- Thời đại phim câm
- Phim có âm thanh trước Thế chiến II
- Điện ảnh trong Thế chiến II
- Điện ảnh sau Thế chiến II
- Điện ảnh Tiệp Khắc

- Điện ảnh Séc

### Hãng phim
- Barrandov Studio
- Gottwaldov

### Đạo diễn nổi tiếng
- Filip Renč
- Petr Zelenka
- Václav Vorlíček

## Thành tựu

### Liên hoan phim
- Liên hoan phim Quốc tế Karlovy Vary
- Liên hoan phim Quốc tế Zlín
- Liên hoan phim Quốc tế Pilsen
- Liên hoan phim Febio